# Gen constitutivo
Los genes constitutivos (en inglés housekeeping) son los que se expresan como resultado de la interacción entre la ARN polimerasa y el promotor, sin necesidad de regulación adicional; a menudo se denominan genes de mantenimiento, ya que se trata de genes que se expresan a un nivel relativamente bajo en todas las células. 
Estos genes se caracterizan por tener niveles de expresión constante en todas las células y condiciones de un mismo organismo.
Estos genes son utilizados principalmente en experimentos de PCR a tiempo real (real time), sirviendo de control positivo.